# Homer strážcem zákona
Homer strážcem zákona (anglicky Homer the Vigilante) je 11. díl 5. řady (celkem 92.) amerického animovaného seriálu Simpsonovi. Scénář napsal John Swartzwelder a díl režíroval Jim Reardon. V USA měl premiéru dne 6. ledna 1994 na stanici Fox Broadcasting Company a v Česku byl poprvé vysílán 9. června 1995 na stanici ČT1.

## Děj
Springfield sužuje zloděj, který se dopustí několika vloupání, včetně toho do domu Simpsonových. Mezi ukradenými věcmi je Lízin saxofon, Margin perlový náhrdelník, Bartova sbírka známek a televize. Obyvatelé města se ozbrojí a nainstalují bezpečnostní zařízení, aby zloděje chytili. Vznikne skupina sousedských hlídek a Homer je zvolen jejím vůdcem. Pouliční hlídka se brzy zvrhne ve skupinu mstitelů, jejíž členové místo chytání zločinců porušují zákony. Když je Homer zpovídán v pořadu Smartline moderátora Kenta Brockmana, zavolá do pořadu lupič a prozradí, že má v plánu ukrást ze springfieldského muzea největší zirkon na světě. 
Homerova četa hlídá muzeum a odmítá pomoc dědečka a jeho přátel ze Springfieldského domova důchodců. Poté, co Homer spatří skupinu mladistvých popíjejících pivo, opustí své stanoviště, aby zasáhl, ale místo toho se opije s nimi. Když následně zloděj ukradne zirkon, je Homer obviněn a zasypán ovocem a zeleninou od nelítostných obyvatel města. Později děda odhalí, že lupičem je spoluobčan domova důchodců jménem Molloy. Homer Molloye v domově zastihne a překvapivě sympatický lupič mu vrátí předměty, které ukradl. Náčelník Wiggum ho zatkne a uvězní. 
Na policejní stanici Molloy nenuceně poznamená, že by Homer a policisté rádi věděli, kam svůj lup ukryl. Když jim Molloy řekne, že skrýš je ukryta pod velkým „T“ někde ve Springfieldu, vyběhnou ze stanice v naději, že zakopaný poklad najdou. Po prověření několika možných míst se parta vrací, aby získala další informace od Molloye, který je nasměruje k velké palmě ve tvaru T na okraji města. Obyvatelé místo vykopou, ale najdou jen krabici se vzkazem od Molloye; ten o pokladu lhal, aby získal dost času na útěk z cely. Několik občanů pokračuje v kopání v naději, že je tam skutečný poklad, ale brzy zjistí, že nemají způsob, jak se dostat z díry, kterou vyhloubili.

## Produkce
Scénář epizody napsal John Swartzwelder a režíroval ji Jim Reardon. V dílu hostoval novozélandský herec Sam Neill v roli lupiče Molloye. Výkonný producent David Mirkin si myslel, že Neill, velký fanoušek Simpsonových, byl pro režii „roztomilý“. Mirkin také řekl, že Neill byl „opravdu hravý“ a odvedl v dílu „úžasnou práci“. Neill považuje natáčení této epizody za „vrchol“ své kariéry. V jedné scéně epizody vystupuje Kent Brockman, který podává zprávu o loupežích. Mirkin řekl, že to byl vtip, který štáb rád dělal, protože poukazoval na to, jak negativní a podbízivé může být zpravodajství a jak se zdánlivě „vždycky snaží všechny vyděsit“ vyvoláváním paniky a deprese.
Homer strážcem zákona byl původně vysílán na stanici Fox ve Spojených státech 6. ledna 1994 a v roce 1997 byl tento díl vybrán k vydání ve video kolekci vybraných epizod s názvem The Simpsons: Crime and Punishment. Dalšími díly zařazenými do sady kolekce byli Marge za mřížemi, Udavač Bart a Dvojí stěhování. Epizoda byla zařazena do DVD sady The Simpsons – The Complete Fifth Season, která byla vydána 21. prosince 2004. Tvůrce Matt Groening, režisér David Silverman a Mirkin se objevili v audiokomentáři k epizodě na DVD s pátou řadou a díl byl opět zařazen do DVD sady Crime and Punishment z roku 2005.

## Kulturní odkazy
Postava Molloye je založena na herci Davidu Nivenovi, který ztvárnil postavu zloděje A. J. Rafflese ve filmu Raffles z roku 1939. Hudba, jež zazní na začátku epizody během vloupání, je převzata z filmu Růžový panter, kde Niven hrál podobnou postavu Fantoma. Flanders říká Homerovi, že mu při jedné z loupeží byly ukradeny plážové osušky z Turínského plátna. Homerův sen o jízdě na atomové bombě do zapomnění je odkazem na slavnou scénu z filmu Dr. Divnoláska aneb Jak jsem se naučil nedělat si starosti a mít rád bombu. Jedna z Homerových hlášek je odkazem na povídku Flannery O'Connorové A Good Man Is Hard to Find. Scéna rozhovoru Homera a ředitele Skinnera před muzeem je odkazem na scénu ze seriálu Dragnet. V odkazu na děj filmu To je ale bláznivý svět z roku 1963 Molloy posílá obyvatele Springfieldu na hon za pokladem, který je zakopán pod velkým dopisem. Závěrečná pasáž dílu také odkazuje na film použitím stejné hudby a úhlů kamery. V další scéně, která odkazuje na film To je ale bláznivý svět, Bart obelstí amerického herce Phila Silverse, aby sjel autem do řeky, stejně jako Silversova postava ve filmu.

## Přijetí

### Kritika
Po odvysílání epizoda získala od televizních kritiků převážně pozitivní hodnocení. Autoři knihy I Can't Believe It's a Bigger and Better Updated Unofficial Simpsons Guide, Warren Martyn a Adrian Wood, si mysleli, že je „trochu málo soustředěná“, ale obsahuje „řadu uspokojivých kulis – líbí se nám chodící bezpečnostní systém domu profesora Frinka – a ukazuje Wigguma v jeho nejzbytečnější podobě“.
Colin Jacobson z DVD Movie Guide napsal: „Po mnoha zápletkách předchozího dílu si Strážce udržuje mnohem těsnější zaměření. Není to nic tak úžasného jako jeho bezprostřední předchůdce, ale přesto je to silná epizoda. Velká část humoru vychází z Homerovy nově nabyté moci a jejího zneužívání. Když už nic jiného, tak je to skvělý díl díky Homerově reakci na Lízino hraní na džbán.“.
Patrick Bromley z DVD Verdict udělil epizodě hodnocení B a Bill Gibron z DVD Talk jí dal hodnocení 4 z 5.
Les Winan z Box Office Prophets označil za své nejoblíbenější epizody páté řady Homer strážcem zákona, Mys hrůzy, Homer jde studovat, Jak jsem se přestal bát a Hrdinný kosmonaut Homer.
Byla to také nejoblíbenější epizoda řady Mikea Chappla z Liverpool Daily Post společně s díly Bart dostane slona a Burnsův dědic.

### Sledovanost
V původním vysílání se díl umístil na 41. místě ve sledovanosti v týdnu od 3. do 9. ledna 1994 s ratingem Nielsenu 12,2, což odpovídá přibližně 11,5 milionu diváckých domácností. V tomto týdnu se jednalo o nejlépe hodnocený pořad na stanici Fox.